# بنيامين نتنياهو
بنيامين نتنياهو (21 أكتوبر 1949 – ) هو سياسي إسرائيلي يرأس حزب الليكود، يشغل منصب رئيس وزراء إسرائيل منذ 29 ديسمبر 2022، وكان قد شغل المنصب سابقًا من 2009 وحتى 2021، وسابقًا منذ 1996 وحتى 1999، ليُعتبر رئيس الوزراء الأطول مدةً في تاريخ إسرائيل حيث خدم لأكثر من 17 عامًا. كما أنه أول رئيس وزراء يولد في إسرائيل بعد إعلان إنشاء الدولة. فقد شقيقه الأكبر يوناتان عام 1976 في عملية اقتحام الطائرة الإسرائيلية المخطوفة في مدينة «عنتيبة» الأوغندية.
وُلِد نتنياهو في تل أبيب لأبوين يهوديين علمانيين، ونشأ في القدس، وقضى فترة وجيزة في فيلادلفيا، الولايات المتحدة. عاد إلى إسرائيل عام 1967 لينضم إلى الخدمة العسكرية في الجيش الإسرائيلي. أصبح قائد فريق في القوات الخاصة (سايريت متكال) وشارك في عدة مهام وحصل على رتبة نقيب قبل أن يُسَرَّح. عمل نتنياهو بعد تخرجه من معهد ماساتشوستس للتكنولوجيا كمستشار اقتصادي لمجموعة بوسطن الاستشارية. وفي عام 1978، انتقل إلى إسرائيل وأسس معهد يوناتان نتنياهو لمكافحة الإرهاب. ومن عام 1984 إلى عام 1988، شغل منصب الممثل الدائم لإسرائيل لدى الأمم المتحدة.
صعد نتنياهو إلى الواجهة السياسية بعد انتخابه رئيسا لحزب الليكود في عام 1993 ليصبح زعيمًا للمعارض. وفي انتخابات عام 1996، فاز نتنياهو على شيمون بيريز، ليصبح أول رئيس وزراء إسرائيلي يُنتخب مباشرة عن طريق التصويت الشعبي، وأصغر رئيس وزراء على الإطلاق. تعرض نتنياهو والليكود لهزيمة ساحقة في انتخابات عام 1999 على يد تحالف إسرائيل الواحدة بقيادة إيهود باراك فاختار نتنياهو اعتزال السياسة بالكامل والعمل في القطاع الخاص. عاد نتنياهو لاحقًا إلى السياسة، وشغل منصب وزير الخارجية ووزير المالية في عهد أرييل شارون. خلال منصبه الأخير، بدأ إصلاحات في الاقتصاد الإسرائيلي أدت إلى نمو كبير، قبل أن يستقيل في نهاية المطاف بسبب الخلافات بشأن خطة فك الارتباط مع غزة.
عاد نتنياهو إلى قيادة الليكود في ديسمبر 2005 بعد تنحي شارون ليشكل حزبًا جديدًا وهو كاديما. وكان زعيم المعارضة من عام 2006 إلى عام 2009. شكل نتنياهو بعد انتخابات عام 2009 حكومة ائتلافية مع أحزاب يمينية أخرى وأدى اليمين كرئيس للوزراء للمرة الثانية، وواصل قيادة الليكود للفوز في انتخابات 2013 و2015. أعقب ذلك فترة من الجمود السياسي بعد فشل ثلاث انتخابات متتالية في عامي 2019 و2020 في تشكيل حكومة، وتم حل الجمود بعد التوصل إلى اتفاق تناوب ائتلافي بين نتنياهو وبيني غانتس زعيم تحالف أزرق أبيض الوسطي. ومع ذلك انهار الائتلاف في ديسمبر 2020 قبل أن يُنَفَّذ التناوب، وأُجريت انتخابات جديدة في مارس 2021. في حكومته قبل الأخيرة، قاد نتنياهو استجابة إسرائيل لجائحة كوفيد-19 والأزمة الإسرائيلية الفلسطينية 2021.
في يونيو 2021، وبعد أن شكل نفتالي بينيت حكومة مع يائير لابيد، أقيل نتنياهو من رئاسة الوزراء ليصبح زعيم المعارضة للمرة الثالثة، قبل أن يعود كرئيس للوزراء مرة أخرى بعد تشكيل ائتلاف مع أحزاب اليمين بعد انتخابات 2022. واصل نتنياهو وشركاؤه في الائتلاف الحكومي إصلاحات قضائية واسعة النطاق. قوبلت جهود الإصلاح القضائي بردود فعل مستقطبة، حيث نظم معارضو الإصلاح القضائي احتجاجات حاشدة في جميع أنحاء البلاد على مدار عدة أشهر. في 7 أكتوبر 2023، تعرضت إسرائيل لهجمات 7 أكتوبر من قبل الفصائل الفلسطينية بقيادة حركة حماس، مما أدى إلى نشوب الحرب بين إسرائيل وحماس عام 2023. وبسبب فشل الحكومة الإسرائيلية في توقع هذا الهجوم، تعرض نتنياهو لانتقادات من قبل المعارضين لكونه المسؤول عما اعتُبر أكبر فشل استخباراتي لإسرائيل منذ 50 عامًا. ونُظمت احتجاجات حاشدة تطالب بإقالته من منصبه.
استغل نتنياهو علاقته مع دونالد ترامب وهو صديق شخصي له منذ الثمانينيات لتحسين صورته السياسية في إسرائيل منذ عام 2016. خلال رئاسة ترامب، اعترفت الولايات المتحدة بالقدس عاصمة لإسرائيل، واعترفت بالسيادة الإسرائيلية على مرتفعات الجولان، وتوسطت في اتفاقيات إبراهيم، وهي سلسلة من اتفاقيات التطبيع بين إسرائيل و كل من دولة الإمارات العربية المتحدة و مملكة البحرين و المملكة المغربية. واجه نتنياهو انتقادات دولية بسبب سياسته المستمرة منذ عقود كرئيس للوزراء لتوسيع المستوطنات الإسرائيلية في الضفة الغربية المحتلة والتي تعتبر غير قانونية بموجب القانون الدولي. في عام 2019، وُجِّهَ الاتهام إلى نتنياهو بتهم خيانة الأمانة والرشوة والاحتيال بعد تحقيق دام ثلاث سنوات، وتخلى بسببه عن جميع مناصبه الوزارية واحتفظ فقط بدور رئيس الوزراء.
اتُهمت حكومة نتنياهو بارتكاب جرائم إبادة جماعية في أعقاب الحرب على قطاع غزة، وبلغت هذه الاتهامات ذروتها في ديسمبر 2023 حين رفعت جنوب أفريقيا قضية ضد إسرائيل أمام محكمة العدل الدولية، وفي مايو 2024، أعلن كريم خان المدعي العام للمحكمة الجنائية الدولية عن نيته التقدم بطلب للحصول على مذكرة اعتقال بحق نتنياهو وأعضاء آخرين في حكومته، بتهمة ارتكاب جرائم حرب وجرائم ضد الإنسانية، كجزء من تحقيق المحكمة الجنائية الدولية في فلسطين. في 21 نوفمبر 2024، أصدرت المحكمة الجنائية الدولية مذكرتي توقيف ضد بنيامين نتنياهو ووزير دفاعه السابق يوآف غالانت.

## حياته

### طفولته وتعليمه
ولد نتنياهو عام 1949 في تل أبيب. والدته تسيلا سيغال (1912–2000) ولدت في بتاح تكفا في متصرفية القدس التابعة للإمبراطورية العثمانية، أما والده بن صهيون نتنياهو المولود في وارسو (1910–2012) فكان مؤرخًا متخصصًا في العصر الذهبي للثقافة اليهودية في إيبيريا. كان جد نتنياهو لأبيه ناثان ميليكوفسكي حاخامًا وكاتبًا صهيونيًا. عندما هاجر والد نتنياهو إلى إسرائيل، حوّل لقبه من "ميليكوفسكي" إلى "نتنياهو" أي "الله أعطى". في حين أن عائلته هي في الغالب تعود في أصولها إلى يهود أشكناز، فقد ذكر نتنياهو إن اختبار الحمض النووي كشف أن أصوله تعود إلى اليهود السفارديين، وادعى أيضا أن نسبه يعود إلى فيلنا غاون.
خدم نتنياهو كجندي وضابط في وحدة الكوماندوز الخاصة استخبارات القيادة العامة في جيش الدفاع (1972-1967) مثل أخيه يوناتان نتنياهو الذي توفي في عملية تحرير رهائن إسرائيليين في عنتيبي أوغندا. تخرّج من معهد ماساتشوستس للتكنولوجيا بدرجة البكالوريوس في الهندسة المعمارية ودرجة الماجيستير في إدارة الأعمال، ثم عمل مستشارًا في مجموعة بوسطن الاستشارية.

### التعليم
عاد نتنياهو إلى الولايات المتحدة في أواخر عام 1972 لدراسة الهندسة المعمارية في معهد ماساتشوستس للتكنولوجيا. وبعد عودته لفترة وجيزة إلى إسرائيل للقتال في حرب يوم الغفران، عاد مرة أخرى إلى الولايات المتحدة تحت اسم بن نيتاي، حصل على درجة البكالوريوس في الهندسة المعمارية في فبراير 1975، وعلى درجة الماجستير من كلية سلوان للإدارة لمعهد ماساتشوستس للتكنولوجيا في يونيو 1976، تابع دراسته للحصول على شهادة الدكتوراه في العلوم السياسية لكنه توقف عن الدراسه بسبب وفاة شقيقه في عملية عنتيبي.
في ذلك الوقت غير اسمه إلى بنيامين "بن" نيتاي (نيتاي، إشارة إلى كل من جبل نيتاي وإلى الحكيم اليهودي نيتاي من أربيلا، وهو اسم مستعار غالبًا ما يستخدمه والده في المقالات). وبعد سنوات، أوضح نتنياهو في مقابلة مع وسائل الإعلام أنه قرر القيام بذلك ليسهل على الأميركيين نطق اسمه. استخدم خصومه السياسيون هذه الحقيقة لاتهامه بشكل غير مباشر بالافتقار إلى الهوية الوطنية الإسرائيلية والولاء.
وفي عام 1976، قُتل يوناتان نتنياهو، شقيق نتنياهو الأكبر. كان يوناتان يشغل منصب قائد وحدة بنيامين السابقة (سايريت ماتكال)، وتوفي أثناء مهمة إنقاذ الرهائن حيث أنقذت وحدته أكثر من 100 رهينة معظمهم إسرائيليون اختطفهم المقاتلون ونقلوا جواً إلى مطار عنتيبي في أوغندا.
في عام 1976، تخرج نتنياهو بتفوق في كلية سلون للإدارة في معهد ماساتشوستس للتكنولوجيا.

## حياته العملية المبكرة
اختير نتنياهو للعمل كمستشار اقتصادي في مجموعة بوسطن الاستشارية في بوسطن، فعمل في الشركة من عام 1976 إلى عام 1978. وخلال فترة عمله في الشركة أصبح زميلًا لميت رومني، الذي شكل معه علاقة عمل وصداقة طويلة الأمد. وصف رومني نتنياهو آنذلك بأنه "شخصية قوية ذات وجهة نظر متميزة"، وقال: "يمكننا تقريبًا التحدث باختصار، نحن نتبادل الخبرات المشتركة ولدينا منظور وأساس متشابه". وأرجع نتنياهو بدوره "سهولة التواصل" كنتيجة للمعسكر التدريبي الصارم فكريًا التابع لمجموعة بوسطن.
في عام 1978، ظهر نتنياهو على شاشة التلفزيون المحلي في بوسطن، مستخدمًا الاسم المستعار "بن نيتاي"، حيث قال: «إن الجوهر الحقيقي للصراع هو الرفض العربي المؤسف لقبول دولة إسرائيل ... لمدة 20 عاما سيطر العرب على الضفة الغربية وقطاع غزة، وإذا كان تقرير المصير، كما يقولون الآن، هو جوهر الصراع، لكان بإمكانهم بسهولة إقامة دولة فلسطينية».
وفي عام 1978 عاد نتنياهو إلى إسرائيل. بين عامي 1978 و1980، أدار معهد جوناثان نتنياهو لمكافحة الإرهاب، وهو منظمة غير حكومية مكرسة لدراسة الإرهاب؛ عقد المعهد عدداً من المؤتمرات الدولية التي ركزت على مناقشة الإرهاب الدولي. ومن عام 1980 إلى عام 1982 تولى نتنياهو منصب مدير التسويق في شركة ريم للصناعات في القدس. خلال هذه الفترة، أجرى نتنياهو اتصالاته الأولى مع العديد من السياسيين الإسرائيليين، بما في ذلك الوزير موشيه آرنز.
عينه آرنز نائبًا لرئيس البعثة في السفارة الإسرائيلية في واشنطن العاصمة خلال فترة عمله سفيرًا لدى الولايات المتحدة، وهو المنصب الذي شغله آرنز من عام 1982 حتى عام 1984. خلال حرب لبنان عام 1982، اُسْتُدْعِي نتنياهو للخدمة الاحتياطية في سايريت متكال لكنه طلب إعفائه من الخدمة، مفضلا البقاء في الولايات المتحدة والعمل كمتحدث باسم إسرائيل في أعقاب الانتقادات الدولية القاسية للحرب. وقد لعب دوراً حيوياً في عرض قضية إسرائيل على وسائل الإعلام أثناء الحرب وأنشأ نظام علاقات عامة عالي الكفاءة في السفارة الإسرائيلية. بين عامي 1984 و1988، شغل نتنياهو منصب سفير إسرائيل لدى الأمم المتحدة. خلال هذه الفترة تأثر نتنياهو بالحاخام مناحيم شنيرسون الذي أقام معه علاقة خلال الثمانينيات، وأشار إلى شنيرسون بأنه "الرجل الأكثر تأثيرا في عصرنا". بالإضافة إلى ذلك، أصبح نتنياهو صديقًا لفريد ترامب، والد الرئيس الأمريكي المستقبلي دونالد ترامب.
شغل نتنياهو منصب مندوب إسرائيل لدى الأمم المتحدة (1984-1988) وكان نائبًا لرئيس البعثة الدبلوماسية في الولايات المتحدة (1984-1982). في 1984، كان نتنياهو عضوًا في الوفد الإسرائيلي الأول للمحادثات الإستراتيجية الأمريكية الإسرائيلية. وكان نائبًا لوزير الخارجية (1991-1988) ونائب وزير في ديوان رئيس الوزراء (1992-1991)، وعضو في الوفد الإسرائيلي لمؤتمر مدريد للسلام في 1991 ولمحادثات السلام في واشنطن التي أعقبت هذا المؤتمر، وهو عضو في الكنيست منذ 1988، وفي الكنيست ال13 (1996-1992)، كما كان عضوًا في لجنتي الخارجية والأمن والدستور والقانون والقضاء البرلمانيتين.

## زعيم المعارضة (1993-1996)
عاد نتنياهو إلى إسرائيل وانضم إلى حزب الليكود قبل الانتخابات التشريعية الإسرائيلية عام 1988، وفي الانتخابات الداخلية لحزب الليكود، احتل نتنياهو المركز الخامس في قائمة الحزب. وفي وقت لاحق انتخب عضواً في الكنيست في الدورة الثانية عشرة، وعين نائباً لوزير الخارجية موشيه أرينز، ثم ديفيد ليفي. ولم يتعاون نتنياهو وليفي، واحتدم التنافس بينهما بعد ذلك. خلال حرب الخليج في أوائل عام 1991، برز نتنياهو الذي يتحدث الإنجليزية بطلاقة باعتباره المتحدث الرئيسي باسم إسرائيل في المقابلات الإعلامية على شبكة سي إن إن وغيرها من وسائل الإعلام. خلال مؤتمر مدريد عام 1991 كان نتنياهو عضوا في الوفد الإسرائيلي برئاسة رئيس الوزراء اسحق شامير. وبعد مؤتمر مدريد عين نتنياهو نائباً للوزير في مكتب رئيس الوزراء الإسرائيلي.
بعد هزيمة حزب الليكود في الانتخابات التشريعية الإسرائيلية عام 1992، أجرى حزب الليكود انتخابات قيادة الحزب عام 1993، فاز نتنياهو متغلبًا على بيني بيغن، نجل رئيس الوزراء الراحل مناحيم بيغن، وعلى السياسي المخضرم ديفيد ليفي. (سعى شارون في البداية إلى قيادة حزب الليكود أيضًا، لكنه سرعان ما انسحب عندما أصبح من الواضح أنه حصل على الحد الأدنى من الدعم). اعتزل شامير السياسة بعد وقت قصير من هزيمة الليكود في انتخابات عام 1992.

## رئيس الوزراء (1996–1999)

### حكومة نتنياهو الأولى
بعد أن تولّى رئاسة حزب الليكود في 1993، انتُخب بنيامين نتنياهو في منصب رئيس وزراء دولة إسرائيل في أيّار مايو 1996 في أول انتخابات مباشرة لرئاسة الوزراء جرت في إسرائيل، حيث تغلب على غريمه شمعون بيريس.
تولى نتنياهو رئاسة الوزراء، كأصغر رئيس حكومة في تاريخ دولة إسرائيل، فاوض ياسر عرفات في المفاوضات المشهورة بمفاوضات واي ريفر والتي يرى البعض أنه حاول إعاقة أي تقدم في سير المفاوضات بخلاف رئاسة الوزارة التي سبقته والتي تلته، فقد قطعت تلك الحكومات تقدمًا ملموسًا بالمقارنة مع عهده. واتصف عهده بالهدوء النسبي باستثناء بعض العمليات الاستشهادية الفلسطينية داخل إسرائيل. وفي عام 1996 إتفق مع رئيس بلدية القدس على الاستمرار في نفق السور الغربي للمسجد الأقصى مما أشعل شرارة فلسطينية استمرت 3 أيام سقط خلالها القتلى من الجانب الفلسطيني والإسرائيلي.
وبعد هزيمته على يد غريمه إيهود باراك في الانتخابات العامة عام 1999 اعتزل العمل السياسي بشكل مؤقت.

## وزير المالية (2003-2005)
بعد الانتخابات التشريعية الإسرائيلية عام 2003، في ما اعتبره العديد من المراقبين خطوة مفاجئة، عرض شارون وزارة الخارجية على سيلفان شالوم وعرض على نتنياهو وزارة المالية. وتكهن بعض النقاد بأن شارون اتخذ هذه الخطوة لأنه اعتبر نتنياهو تهديدًا سياسيًا نظرًا لفعاليته الواضحة كوزير للخارجية، وأنه من خلال تعيينه في وزارة المالية خلال فترة عدم اليقين الاقتصادي، يمكن أن يقلل من شعبية نتنياهو. قبل نتنياهو التعيين الجديد. توصل شارون ونتنياهو إلى اتفاق يقضي بأن يتمتع نتنياهو بالحرية الكاملة كوزير للمالية وأن يدعم شارون جميع إصلاحاته، مقابل صمت نتنياهو بشأن إدارة شارون لشؤون إسرائيل العسكرية والخارجية.
بصفته وزيرًا للمالية، أطلق نتنياهو خطة اقتصادية لإنعاش الاقتصاد الإسرائيلي للنهوض به من أدنى مستوياته خلال الانتفاضة الثانية. وادعى نتنياهو أن القطاع العام المتضخم واللوائح المفرطة كانت مسؤولة إلى حد كبير عن خنق النمو الاقتصادي. وتضمنت خطته التحرك نحو أسواق أكثر تحررا، على الرغم من أنها لم تخل من الانتقادات. فقد أسس برنامجاً لإنهاء الاعتماد على الرعاية الاجتماعية من خلال مطالبة الناس بالتقدم للوظائف أو التدريب، وخفض حجم القطاع العام، وتجميد الإنفاق الحكومي لمدة ثلاث سنوات، ووضع سقف للعجز في الميزانية بنسبة 1%. وتبسيط النظام الضريبي وخفض الضرائب، مع تخفيض الحد الأقصى لمعدل الضريبة الفردية من 64% إلى 44% ومعدل الضريبة على الشركات من 36% إلى 18%. وتمت خصخصة مجموعة من أصول الدولة بقيمة مليارات الدولارات، بما في ذلك البنوك ومصافي النفط وشركة الطيران الوطنية العال وشركة زيم لخدمات الشحن المتكاملة. كما رفع سن التقاعد لكل من الرجال والنساء، وحُرِّرَت قوانين صرف العملات بشكل أكبر. واضطرت البنوك التجارية إلى فصل مدخراتها الطويلة الأجل. بالإضافة إلى ذلك، هاجم نتنياهو الاحتكارات والتكتلات لزيادة المنافسة. ونتيجة لهذه التدابير بدأ الاقتصاد الإسرائيلي في الازدهار وانخفضت البطالة كثيرًا، نسب المعلقون الفضل إلى نتنياهو على نطاق واسع على أنه حقق "معجزة اقتصادية" بنهاية فترة ولايته.

## زعيم المعارضة (2006–2009)
بعد انسحاب شارون من حزب الليكود، دخل نتنياهو السباق على زعامة الليكود، وكانت محاولته الأخيرة قبل ذلك في سبتمبر 2005 عندما حاول إجراء انتخابات تمهيدية مبكرة لمنصب رئيس حزب الليكود، بينما كان الحزب يتولى منصب رئيس الوزراء - مما أدى فعليًا إلى الإطاحة بآرييل شارون من منصبه. إلا أن الحزب رفض هذه المبادرة. استعاد نتنياهو القيادة في 20 ديسمبر 2005 بنسبة 47% من الأصوات الأولية، مقابل 32% لسيلفان شالوم و15% لموشيه فيغلين. في انتخابات الكنيست في مارس 2006، احتل الليكود المركز الثالث خلف حزب كاديما والعمل وتولى نتنياهو دور زعيم المعارضة. في 14 أغسطس 2007، أُعيد انتخاب نتنياهو رئيسًا لحزب الليكود ومرشحه لمنصب رئيس الوزراء بنسبة 73% من الأصوات، مقابل مرشح اليمين المتطرف موشيه فيغلين ورئيس حزب الليكود العالمي داني دانون. عارض نتنياهو وقف إطلاق النار بين إسرائيل وحماس عام 2008، مثل باقي الأعضاء في الكنيست، معربًا عن مخاوفه بشأن إعادة تسليح حماس ومشككًا في فوائد الاتفاقية، قائلاً: "هذا ليس استرخاءً، إنه اتفاق إسرائيلي على إعادة تسليح حماس... ما الذي سنحصل عليه مقابل ذلك؟"

## رئيس الوزراء (2009–2021)

### حكومة نتنياهو الثانية
في عام 2002 ترك حزب العمل المشاركة في الحكومة الإسرائيلية وأصبح منصب وزير الخارجية شاغرًا، فعينه رئيس الوزراء أرئيل شارون وزيرًا للخارجية، وعمل على منافسة شارون لزعامة حزب الليكود، إلا إنه فشل في المنازلة. وبعد انتخابات 2003 عُيَّن وزيراً للمالية في حكومة شارون الائتلافية، استقال من منصبه هذا في آب /أغسطس 2005.
في فترته وصوتت الكنيست بأغلبية 62 مؤيدا مقابل 41 معارضا، على تعديل القانون الأساسي للحكومة على أنه يمكن لمجلس الوزراء أن يقرر بنفسه الشروع في عملية عسكرية تؤدي إلى الحرب، ولكن في الظروف الاستثنائية، يمكن لوزير الدفاع ورئيس الوزراء، أن يتخذا مثل هذا القرار دون الرجوع لأحد.
بين الأعوام 2005 إلى 2009 شغل منصب رئيس حزب الليكود.
حقق حزب الليكود نتائج مهمة في الانتخابات التي أجريت في 10 فبراير 2009، إذ تمكن من مضاعفة عدد مقاعده في الكنيست إلى 27 مقعداً على الرغم إنه جاء في المرتبة الثانية بعد حزب كاديما بزعامة تسيبي ليفني والذي حصل على 28 مقعدًا.
لكنه استطاع مدعوما بالمكاسب التي حققتها أحزاب اليمين في الانتخابات وعددها 65 مقعد من أصل 120 في الكنيست أن يصبح الأوفر حظاً في تشكيل الحكومة الجديدة، حيث أوكل إليه رئيس الدولة شمعون بيرس هذه المهمة يوم 20 فبراير 2009، وحازت حكومته على ثقة الكنيست في 31 مارس 2009.

### حكومة نتنياهو الرابعة

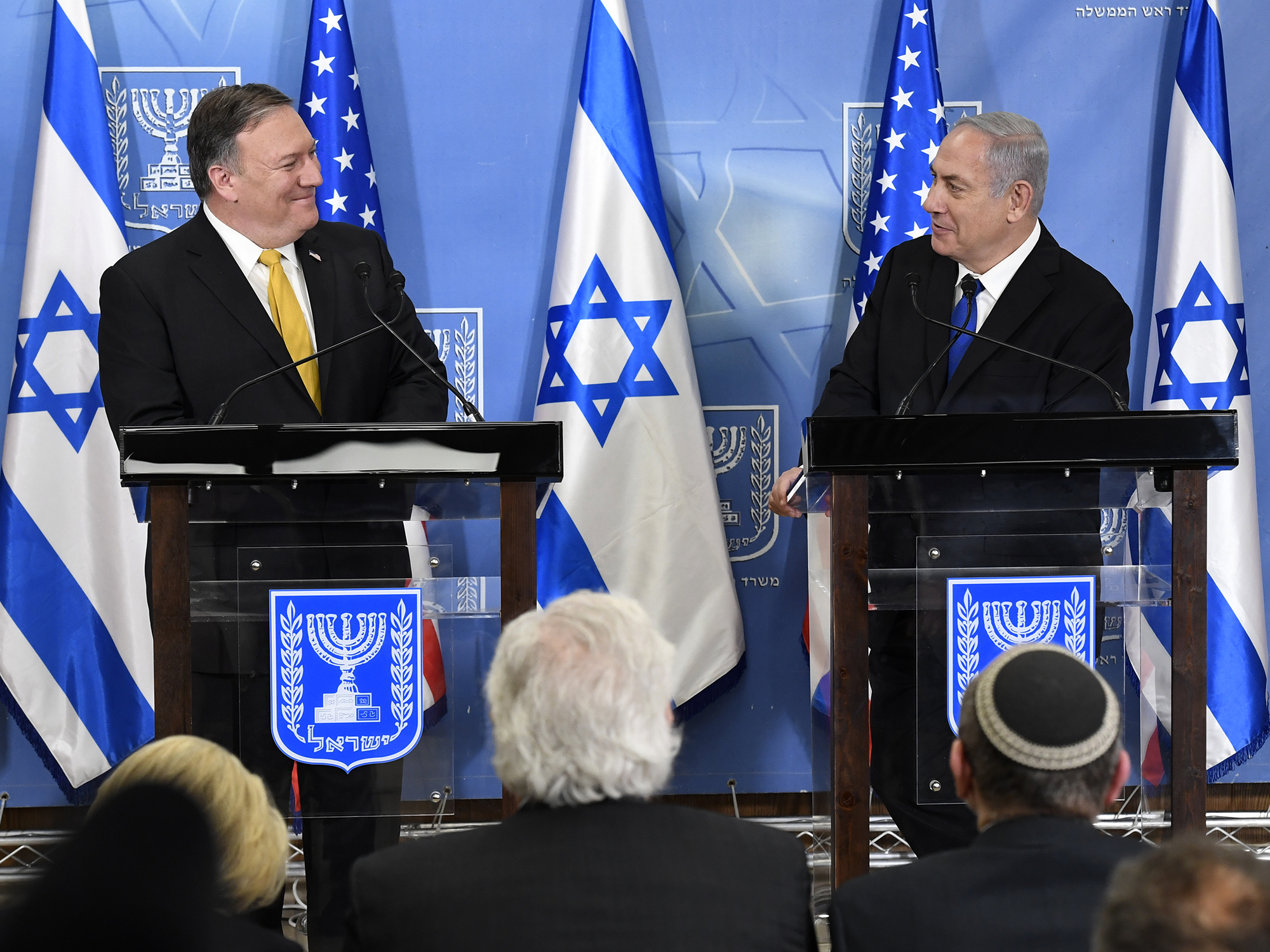
نتنياهو ووزير الخارجية الأمريكي مايك بومبيو.

في انتخابات عام 2015، تصدر بنيامين نتنياهو المشهد السياسي مع حزبه "الليكود"، الذي حصل على 30 مقعدًا في الكنيست، وهو أعلى عدد من المقاعد لأي حزب. منح الرئيس رؤوفين ريفلين نتنياهو تمديدًا حتى 6 مايو 2015 لتشكيل حكومة ائتلافية، بعد تعذر إتمام المفاوضات خلال الأسابيع الأربعة الأولى. وقبل ساعتين فقط من انتهاء المهلة في منتصف ليلة 6 مايو، نجح نتنياهو في تشكيل ائتلاف شمل أحزاب "الليكود"، "البيت اليهودي"، "يهودية التوراة المتحدة"، "كلنا"، و"شاس".
في 28 مايو 2015، أعلن نتنياهو نيته الترشح لفترة خامسة غير مسبوقة كرئيس للوزراء في الانتخابات المقبلة، وأكد دعمه لنظام حزب "الليكود" القائم لاختيار مرشحي الكنيست.

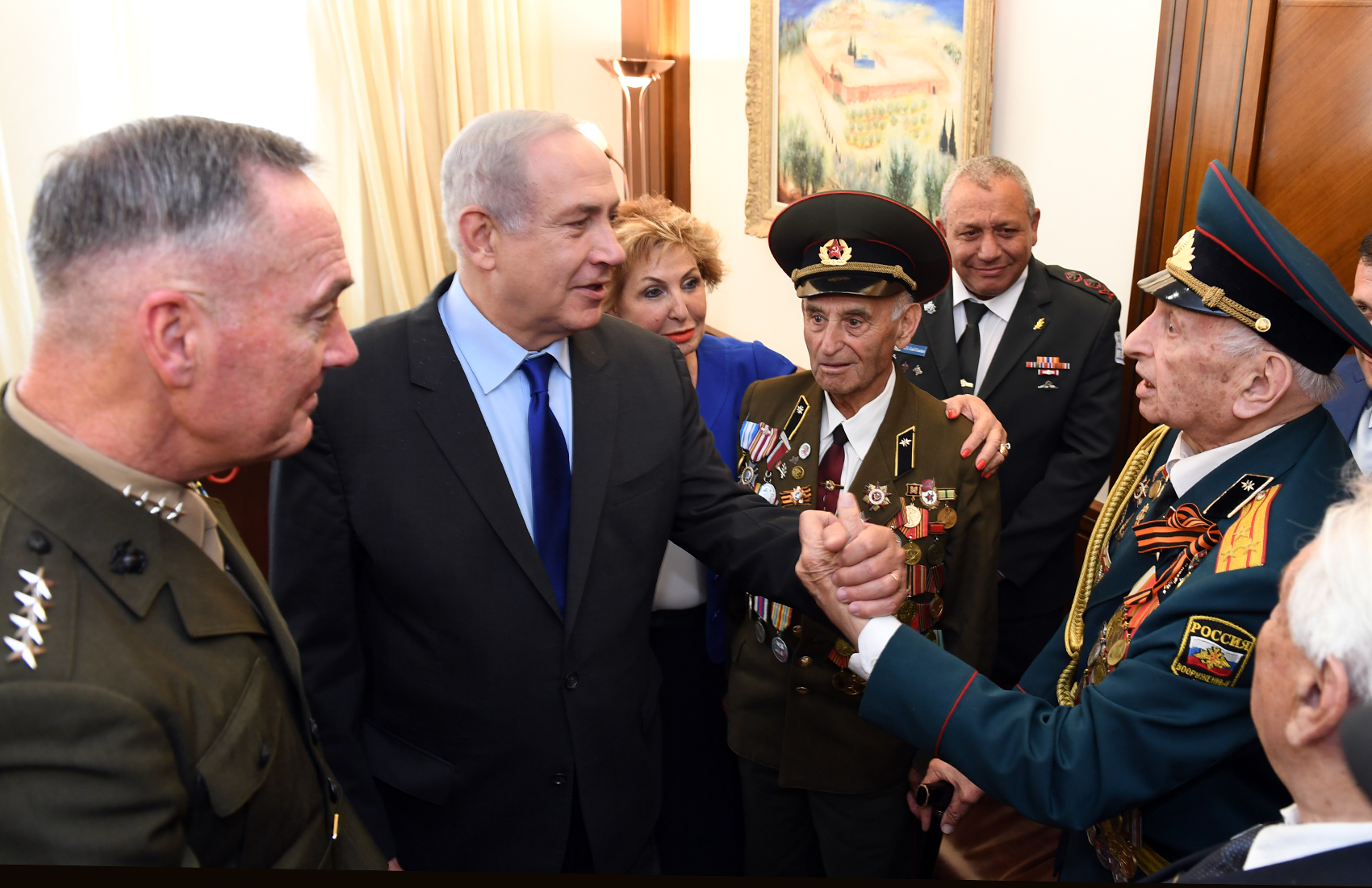
نتنياهو وجوزيف دانفورد وقدامى المحاربين اليهود في الجيش الأحمر، يوم النصر في القدس، 9 مايو 2017

في أغسطس 2015، أقرت حكومة نتنياهو ميزانية لعامين تضمنت إصلاحات تهدف إلى خفض أسعار الغذاء من خلال تقليل الرسوم الجمركية، وتيسير إجراءات البناء لخفض تكاليف الإسكان وتسريع تطوير البنية التحتية، بجانب تعزيز المنافسة في القطاع المالي وخفض رسوم الخدمات. ومع ذلك، اضطرت الحكومة إلى التراجع عن بعض الإصلاحات الزراعية الأساسية بعد ضغوط مختلفة.

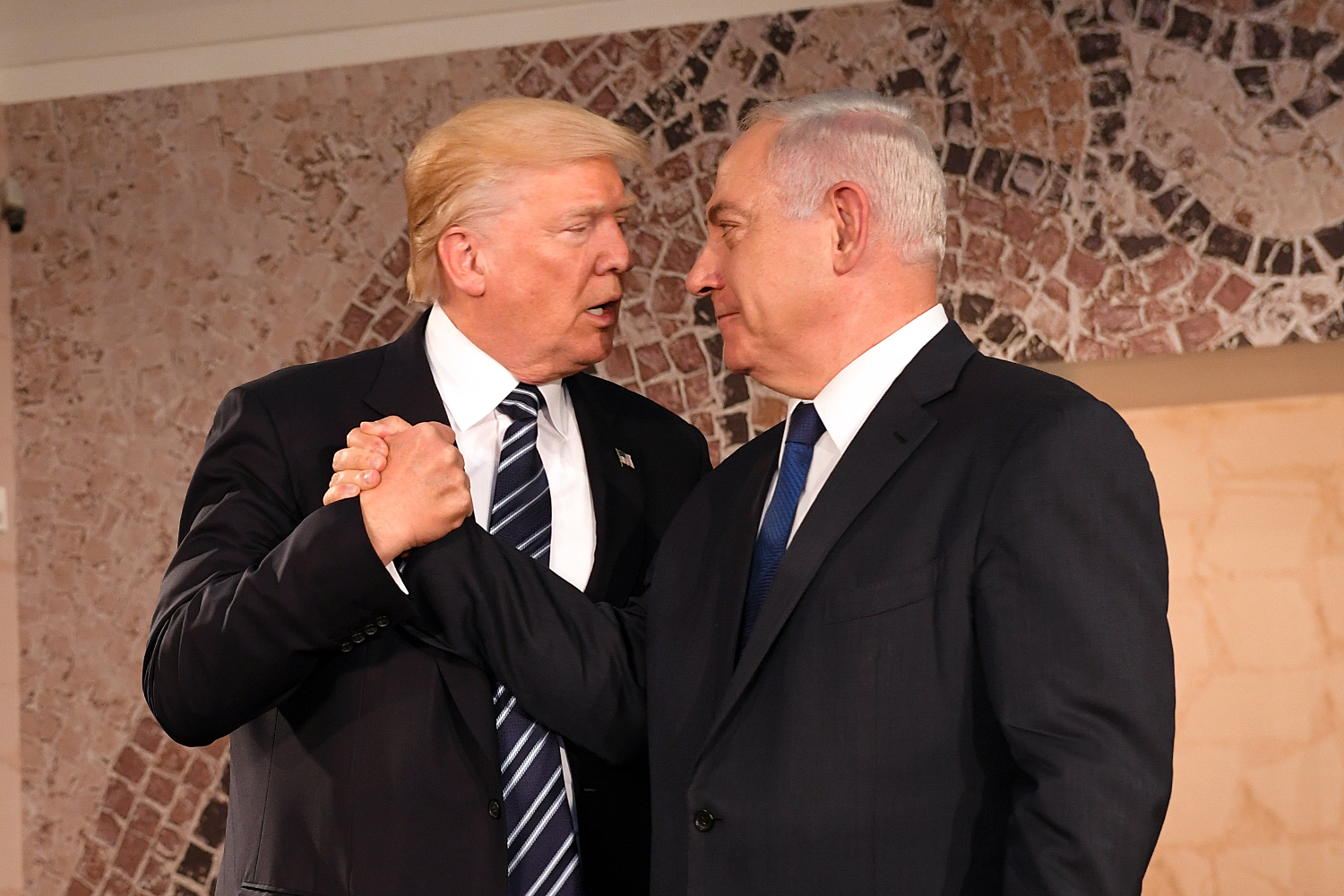
نتنياهو يلتقي دونالد ترامب في القدس، مايو 2017.

في أكتوبر 2015، أثار نتنياهو جدلًا واسعًا عندما زعم أن مفتي القدس الحاج أمين الحسيني كان وراء فكرة "الهولوكوست"، مدعيًا أنه أقنع أدولف هتلر بإبادة اليهود بدلًا من طردهم. رفض المؤرخون هذه الادعاءات، مشيرين إلى أن لقاء الحسيني وهتلر تم بعد بدء عمليات الإبادة الجماعية. كما أكدت المستشارة الألمانية أنجيلا ميركل مسؤولية ألمانيا عن الجرائم النازية. لاحقًا، أوضح نتنياهو أن هدفه كان تسليط الضوء على دور الحسيني في التحريض ضد اليهود وليس إعفاء هتلر من مسؤوليته. جاءت بعض أقوى الانتقادات من الأكاديميين الإسرائيليين، إذ قال يهودا باور إن ادعاء نتنياهو كان "غبيًا تمامًا"، بينما صرّح موشيه زيمرمان بأن "أي محاولة لتحويل المسؤولية عن هتلر إلى آخرين هي شكل من أشكال إنكار الهولوكوست."
في مارس 2016، واجه ائتلاف نتنياهو أزمة محتملة عندما هدد أعضاء من الأحزاب الأرثوذكسية المتشددة بالانسحاب بسبب خطوات حكومية مقترحة لإنشاء مساحة صلاة لغير الأرثوذكس عند حائط البراق. وأكدوا أنهم سيغادرون الائتلاف إذا منحت الحكومة أي اعتراف رسمي إضافي باليهودية المحافظة والإصلاحية.
في 23 ديسمبر 2016، امتنعت الولايات المتحدة، في عهد إدارة أوباما، عن التصويت على قرار مجلس الأمن رقم 2334، مما أتاح تمريره. تبع ذلك انتقاد وزير الخارجية الأمريكي جون كيري لسياسات إسرائيل الاستيطانية. رد نتنياهو بغضب على القرار وخطاب كيري، وسحبت إسرائيل مساهمتها السنوية للأمم المتحدة البالغة 6 ملايين دولار.
في 22 فبراير 2017، دخل نتنياهو التاريخ كأول رئيس وزراء إسرائيلي يزور أستراليا. خلال الزيارة، التي استغرقت ثلاثة أيام، وقع اتفاقيات ثنائية مع رئيس الوزراء الأسترالي مالكولم تورنبول، مشيدًا بالعلاقة التي بدأت منذ تحرير الجيش الأسترالي لمدينة بئر السبع خلال الحرب العالمية الأولى.

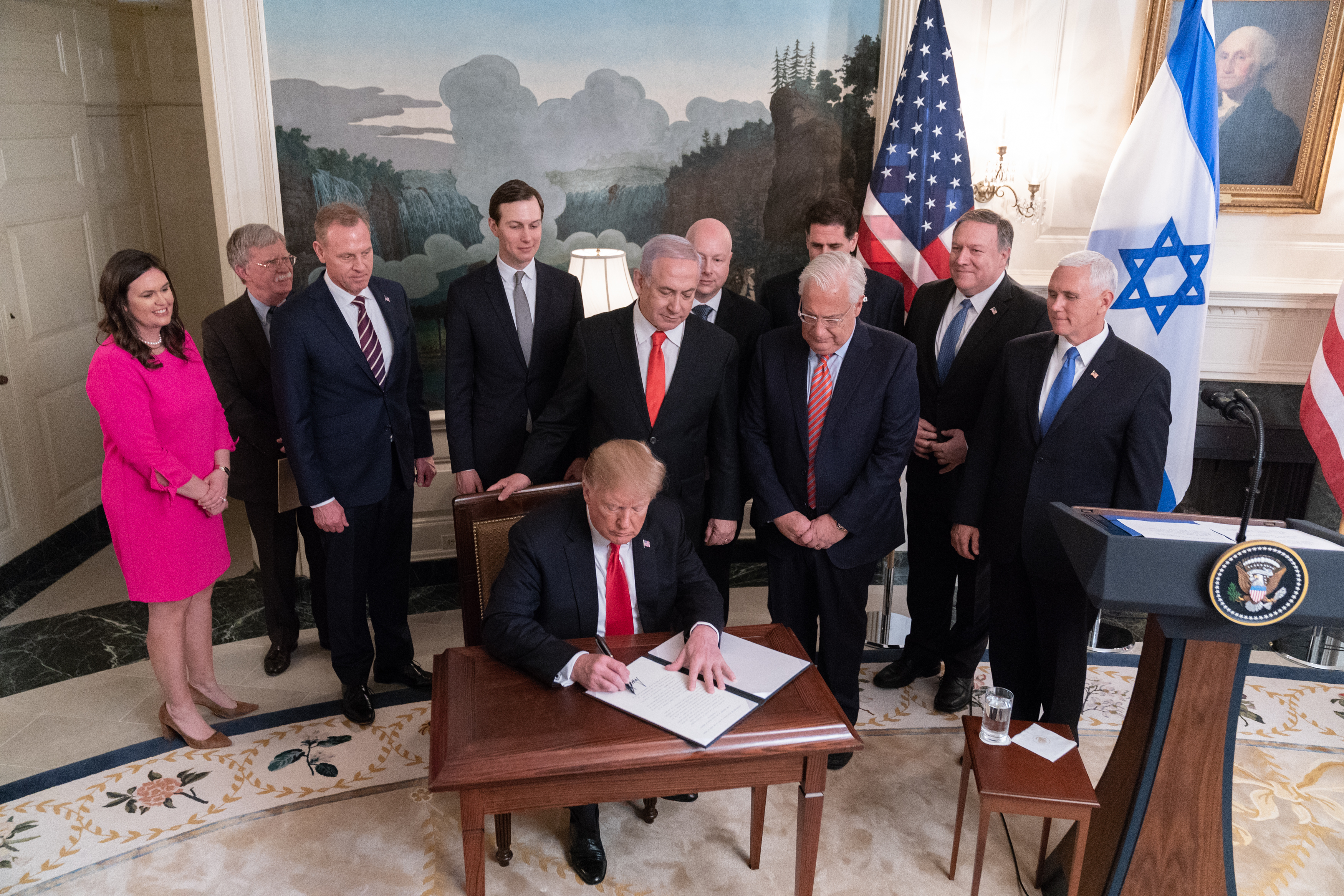
ترامب برفقة نتنياهو من خلفه، يوقع على إعلان الاعتراف بضم إسرائيل لمرتفعات الجولان عام 1981، مارس 2019.

في 12 أكتوبر 2017، أعلنت حكومة نتنياهو انسحاب إسرائيل من منظمة اليونسكو، متهمةً إياها بالتحيز ضد إسرائيل، وأصبح القرار رسميًا في ديسمبر 2017.
في 30 أبريل 2018، اتهم نتنياهو إيران بانتهاك الاتفاق النووي، عارضًا وثائق زعم أنها تكشف تفاصيل برنامج إيران النووي. ووصفت إيران هذه الادعاءات بأنها "دعاية سياسية".
أشاد نتنياهو بقمة 2018 التي جمعت بين الولايات المتحدة وكوريا الشمالية، واصفًا إياها بأنها خطوة مهمة نحو نزع السلاح النووي من شبه الجزيرة الكورية.

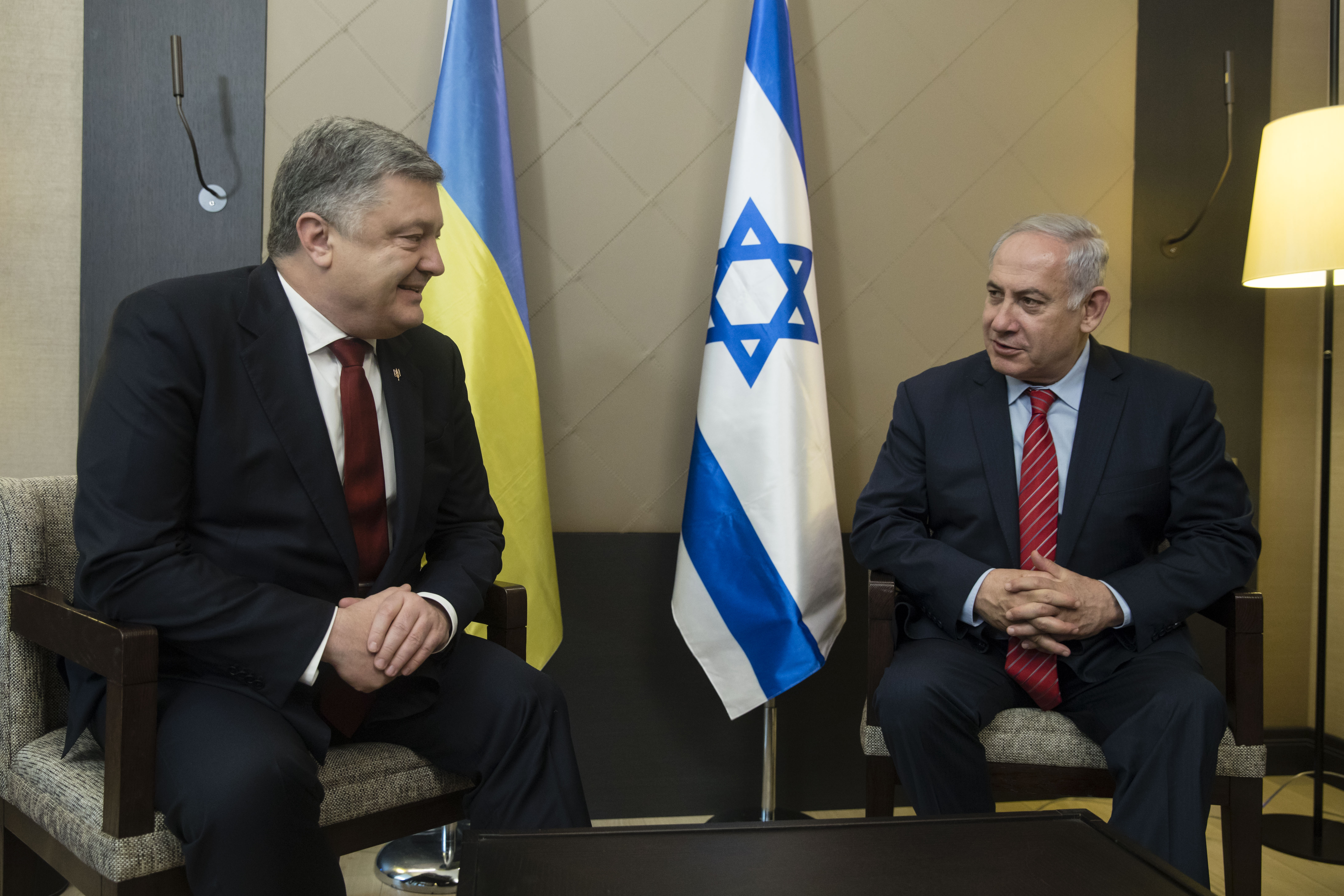
نتنياهو يلتقي الرئيس الأوكراني بيترو بوروشينكو، 24 يناير 2018.

في 19 يوليو 2018، أقر الكنيست قانون الدولة القومية بدعم من ائتلاف نتنياهو، مما أثار جدلًا واسعًا واعتُبر علامة على تعزيز أجندة يمينية.
وقبل انتخابات أبريل 2019، ساهم نتنياهو في إبرام اتفاق بين حزبي "البيت اليهودي" و"عوتسما يهوديت" لتشكيل تحالف يميني يضمن تجاوز العتبة الانتخابية. ومع ذلك، تعرض الاتفاق لانتقادات حادة بسبب ارتباط "عوتسما" بحركة كاهانا المتطرفة.

#### التحقيقات الجنائية والاتهامات
أعلن النائب العام الإسرائيلي أفيخاي ماندلبليت يوم الخميس 21 نوفمبر 2019 أنه وجه لرئيس الوزراء نتنياهو تهم الرشوة والاحتيال وخيانة الأمانة، وذلك في القضايا المعروفة باسم 1000 و 2000 و 4000.

## زعيم المعارضة (2021–2022)
بعد انتهاء فترة رئاسته الثانية، بدأ نتنياهو ولايته الثالثة كزعيم للمعارضة. ظل الليكود أكبر حزب في الكنيست في الدورة الرابعة والعشرين. قاد نتنياهو المعارضة إلى الانتخابات التشريعية الإسرائيلية عام 2022.

## رئيس الوزراء (2022–حالياً)

### حكومة نتنياهو السادسة
بعد انتخابات 2022، أدى نتنياهو اليمين كرئيس للوزراء مرة أخرى كزعيم لائتلاف متشدد. بدأ ولايته السادسة رسميًا في 29 ديسمبر 2022.

## المواقف السياسية
عارض نتنياهو اتفاقات أوسلو منذ بدايتها، وفي كتابه "مكان بين الأمم" الصادر عام 1993، خصص فصلاً بعنوان "حصان طروادة" للمجادلة ضد عملية أوسلو للسلام، كما ادعى أن أمين الحسيني كان أحد العقول المدبرة للمحرقة وأن ياسر عرفات هو خليفة "الإبادة النازية المزعومة". خلال فترة توليه منصب رئيس الوزراء في أواخر التسعينيات، تراجع نتنياهو باستمرار عن الالتزامات التي تعهدت بها الحكومات الإسرائيلية السابقة كجزء من عملية أوسلو للسلام، مما دفع مبعوث السلام الأمريكي دينيس روس إلى القول بأنه "لا الرئيس كلينتون ولا وزيرة الخارجية مادلين أولبرايت يعتقدان أن نتياهو لديه أي مصلحة حقيقية في السعي لتحقيق السلام". وفي مقطع فيديو يعود إلى عام 2001، قال نتنياهو (الذي لم يكن على علم بأنه سُجِّل) ما يلي:
«سألوني قبل الانتخابات إذا كنت سأحترم اتفاقات أوسلو. لقد قلت إنني سأفعل ذلك، لكنني أوضحت أيضًا أنني سأفسر الاتفاقات بطريقة تسمح لي بوقف التحرك السريع نحو حدود عام 1967. كيف فعلنا ذلك؟ لم يحدد أحد ما هي المناطق العسكرية المحددة، فالمناطق العسكرية المحددة هي مناطق أمنية، وبالنسبة لي فإن وادي الأردن بأكمله هو منطقة عسكرية محددة.»

## العلاقات مع الزعماء الأجانب
يرتبط نتنياهو بعلاقة وثيقة مع رئيس الوزراء المجري فيكتور أوربان، حيث كانا يعرفان بعضهما البعض منذ عقود بسبب العلاقة المميزة بين حزب الليكود وحزب الشعب الأوروبي. كان أوربان معجبًا بشكل خاص بنتنياهو أثناء عمله وزيرًا للمالية، وتلقى النصيحة منه بينما كان نتنياهو وزيرًا للمالية في إسرائيل.

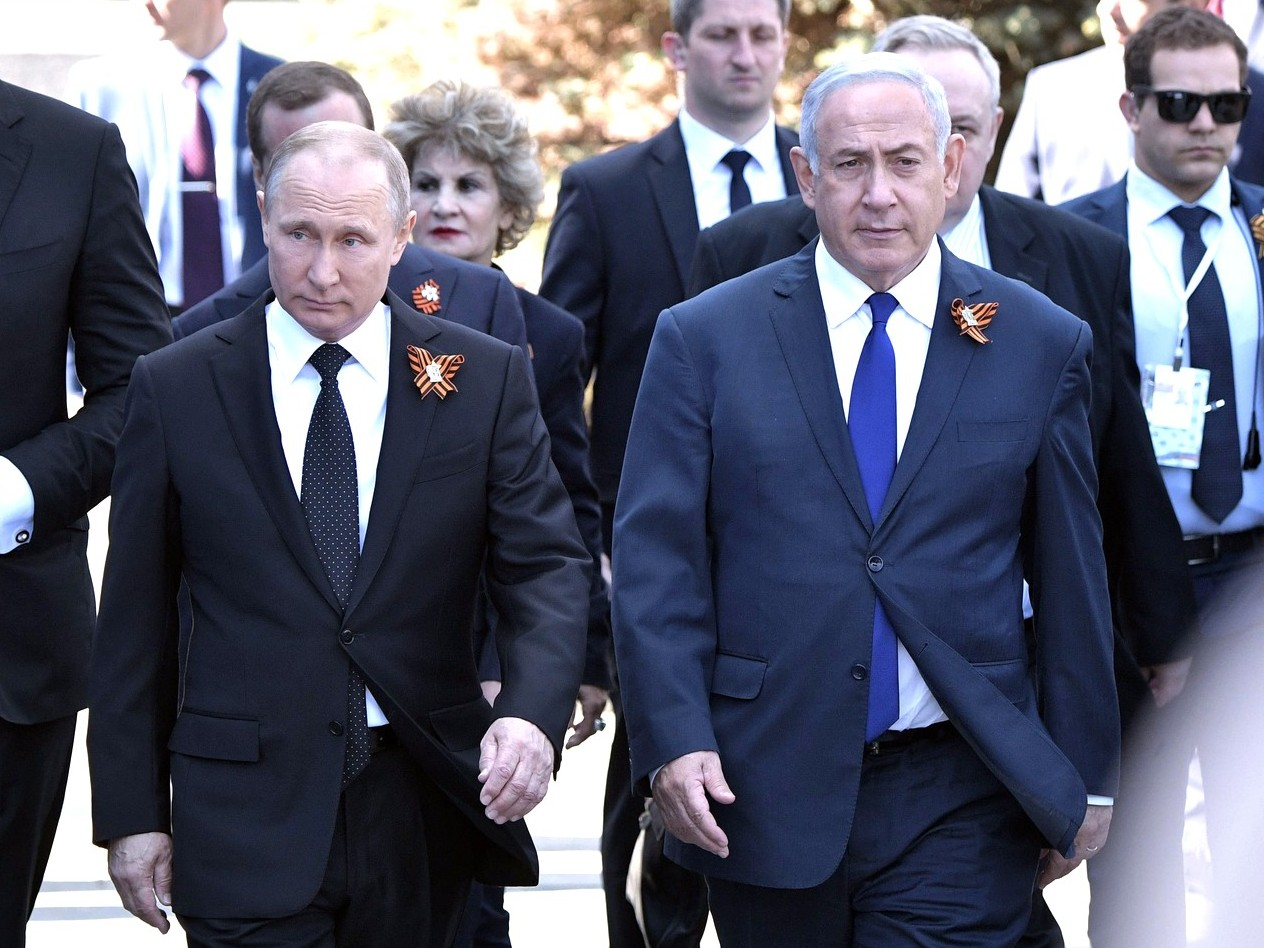
نتنياهو مع الرئيس الروسي فلاديمير بوتين في احتفالات يوم النصر في موسكو عام 2018. يرتبط الزعيمان علاقة وثيقة.

اشتهر نتنياهو بعلاقته الوثيقة والودية مع رئيس الوزراء الإيطالي الراحل السابق سيلفيو برلسكوني. قال نتنياهو عن برلسكوني: "نحن محظوظون بوجود زعيم مثلك". ووصف نتنياهو برلسكوني بأنه "أحد أعظم الأصدقاء".
كما طور نتنياهو ورئيس الوزراء الهندي ناريندرا مودي علاقة وثيقة وزادت العلاقات بين الهند وإسرائيل خلال فترة حكمهما.
لدى نتنياهو علاقة حميمة وصداقة شخصية مع الرئيس الروسي فلاديمير بوتين. في كتابه الصادر عام 2022، كتب نتنياهو بشكل إيجابي عن بوتين ووصفه بأنه "ذكي ومتطور ويركز على هدف واحد - إعادة روسيا إلى عظمتها التاريخية". كانت علاقتهما متوترة منذ بداية الحرب بين إسرائيل وحماس.
خلال قمة مجموعة العشرين في كان عام 2011، سٌمع الرئيس الفرنسي آنذاك نيكولا ساركوزي يقول للرئيس الأمريكي آنذاك باراك أوباما: "لا أستطيع أن أتحمل نتنياهو، فهو كاذب"، ويقال إن أوباما رد قائلاً: "لقد سئمت منه، لكن يتعين علي التعامل معه كل يوم".
يعرف نتنياهو والرئيس الأمريكي السابق دونالد ترامب بعضهما البعض منذ سنوات عديدة. كان نتنياهو صديقًا لوالد دونالد ترامب (فريد) عندما عاش نتنياهو في نيويورك خلال الثمانينيات أثناء عمله سفيرًا للأمم المتحدة. في عام 2013، صنع ترامب مقطع فيديو يؤيد نتنياهو خلال الانتخابات الإسرائيلية، قائلاً: "صوتوا لبنيامين - رجل رائع، وزعيم رائع، عظيم لإسرائيل". في يونيو 2019، أعاد نتنياهو تسمية مستوطنة في مرتفعات الجولان المتنازع عليها رسميًا باسم دونالد ترامب. ومع ذلك، زعم مساعد ترامب جاريد كوشنر أنه في يناير 2020، شعر ترامب بالإحباط من خطاب نتنياهو بشأن ضم وادي الأردن وفكر في تأييد خصمه السياسي بيني غانتس. تدهورت العلاقة بين نتنياهو وترامب في أعقاب تهنئة نتنياهو لجو بايدن بعد الانتخابات الرئاسية الأمريكية عام 2020، حيث اتهمه ترامب بعدم الولاء وصرح بأن نتنياهو "ارتكب خطأ فادحًا".

## حياته الخاصة
وُلِد نتنياهو في تل أبيب، لأبوين هما بنزيون نتنياهو (الاسم الأصلي ميليكوفسكي) وتزيلا (سيلا؛ ني سيجال). وُلدت والدته عام 1912 في بتاح تكفا، التي كانت تقع آنذاك في فلسطين العثمانية، والتي قامت عليها إسرائيل. ورغم أن جميع أجداده وُلدوا في الإمبراطورية الروسية (بيلاروسيا وليتوانيا وبولندا الآن)، إلا أن والدي والدته هاجرا إلى مينيابوليس في الولايات المتحدة. وهو مرتبط بالحاخام إلياهو من فيلنا (غاوون فيلنا) من جهة الأب. نتنياهو متزوج من سارة نتنياهو وأب لثلاثة أولاد (واحدة منهم من زواجه السابق).

## مؤلفاته
ألف نتانياهو عدة كتب منها:
- الإرهاب؛ كيف يحقّق الغرب الانتصار (1986).
- الإرهاب العالمي: التحدي والرد (1991).

وفي الآونة الأخيرة ألّف نتانياهو كتابين:
- مكان بين الأمم: إسرائيل والعالم (1993).
- مكافحة الإرهاب: كيف تستطيع الدول الديمقراطية إلحاق الهزيمة بالإرهاب المحلي والعالمي (1995).[86]

## وصلات خارجية
- الموقع الرسمي
- بنيامين نتنياهو على موقع IMDb (الإنجليزية)
- بنيامين نتنياهو على موقع الموسوعة البريطانية (الإنجليزية)
- بنيامين نتنياهو على موقع روتن توميتوز (الإنجليزية)
- بنيامين نتنياهو على موقع مونزينجر (الألمانية)
- بنيامين نتنياهو على موقع ألو سيني (الفرنسية)
- بنيامين نتنياهو على موقع أول موفي (الإنجليزية)
- بنيامين نتنياهو على موقع إن إن دي بي (الإنجليزية)
- بنيامين نتنياهو على موقع قاعدة بيانات الفيلم (الإنجليزية)